# 三氟化镍
三氟化镍是一种无机化合物，化学式为NiF3，它是镍的氟化物之一。它可由六氟合镍(IV)酸钾和五氟化砷在氟化氢中反应制得，或由六氟合镍(IV)酸锂和三氟化硼在无水氟化氢中的反应得到。它可以被氙或二氟化氙还原为五氟化二镍，其中，过量的氙会将其还原为二氟化镍；它在312 K会缓慢分解：
4 NiF3 → 2 Ni2F5 + F2

## 结构
菱方三氟化镍的Ni K边XAS和紫外-可见光研究表明，它是组成为NiII[NiIVF6]的混合价态化合物，与Pd[PdF6]同构。